# Учасники російсько-української війни А
Учасники російсько-української війни, прізвища яких починаються з літери А:
1. Абашин Герман Едуардович
2. Абдула Віталій Вікторович
3. Абдулін Андрій Анатолійович
4. Абдурахманов Олексій Олегович
5. Аболмасов Андрій Вікторович
6. Абракітов Андрій Юрійович
7. Абрамітов Артур Юрійович
8. Абрамов Аркадій Валерійович
9. Абрамов Роман Вікторович
10. Абрамович Артем Володимирович
11. Абрамович Максим Олександрович
12. Абрамович Олександр Олександрович
13. Абрамчук Віталій Васильович
14. Абрамчук Дмитро Михайлович
15. Абрамчук Олександр Петрович
16. Абросімов Андрій Вікторович
17. Абросимов Євген Сергійович
18. Абрютін Сергій Миколайович
19. Аванесян Олексій Васильович
20. Августінович Дмитро Вікторович
21. Авдєєв Едуард Олександрович[1]
22. Авдєєв Костянтин Сергійович
23. Авдеєєв Олександр Іванович
24. Авдєєнко Богдан Сергійович
25. Авдієнко Максим Олександрович
26. Аверін Віталій Олександрович
27. Аветюк Валерій Станіславович
28. Авраменко Андрій Миколайович
29. Авраменко Андрій Сергійович
30. Авраменко Денис Сергійович
31. Авраменко Дмитро Геннадійович
32. Авраменко Максим Олегович
33. Авраменко Олександр Іванович
34. Авраменко Олександр Іванович
35. Авраменко Олександр Сергійович
36. Авраменко Сергій Григорович
37. Авраменко Сергій Олександрович
38. Аврамчук Віктор Вікторович
39. Аврамчук Володимир Володимирович
40. Аврамчук Сергій Васильович
41. Агаєв Рафаіл Рамізович
42. Агапій Іван Іванович
43. Агапітов Дмитро Андрійович
44. Агапов Олександр Леонідович
45. Агасиєв Кирило Яшар огли
46. Агафонов Ігор Ігорович
47. Агафонов Родіон Сергійович
48. Агафонов Ярослав Олегович
49. Агеєв Владислав Андрійович
50. Агеєв В'ячеслав Ігорович
51. Агєєв Сергій Ігорович
52. Адаменко Галина Павлівна
53. Адаменко Павло Олександрович
54. Адаменко Руслан Євгенович
55. Адамович В'ячеслав Дмитрович
56. Адамовський Олег Олегович
57. Мишко Адамчак
58. Адамьонок Сергій Олександрович
59. Аджавенко Володимир Анатолійович
60. Айзатулін Борис Шамілійович
61. Айзенберг Борис Борисович
62. Ажипу Іван Петрович
63. Азаров Артем В'ячеславович
64. Азаров Олександр Олегович
65. Іса Акаєв
66. Акбашев Руслан В'ячеславович
67. Акимов Олександр Сергійович
68. Акімов Дмитро Анатолійович
69. Акінжели Богдан Олегович
70. Акінін Олександр Олександрович
71. Аксамитовський Максим Миколайович
72. Аксененко Олег Олександрович
73. Аксьонов Микола Миколайович
74. Аксьонов Олександр Васильович
75. Акулібаба Олександр В'ячеславович
76. Акуліч Михайло Васильович
77. Акутін В'ячеслав Ігорович
78. Алдошин Павло
79. Алаєв Олег Валентинович
80. Алалін Юрій Володимирович (1971—2024), із села Горбаків, загинув 30 квітня 2024 року під час виконання бойового завдання у Донецькій області[2].
81. Алдошин Максим Олександрович
82. Алекса Владислав Марінович
83. Алекса Володимир Володимирович
84. Александренко Сергій Миколайович
85. Александров Геннадій Михайлович
86. Александров Олексій Миколайович
87. Александров Руслан Юрійович
88. Александров Сергій Миколайович (військовик)
89. Александров Сергій Олександрович
90. Александров Сергій Сергійович
91. Алексанич Олег Іванович
92. Алексапольський Святослав Миколайович
93. Алексєєв Олександр Ігорович
94. Алексеєнко Вадим Миколайович
95. Алексеєнко Володимир Миколайович
96. Алексейчук Владислав Володимирович
97. Алексєєв Михайло Миколайович
98. Алексик Микола Олександрович
99. Аленьков Олександр Олексійович
100. Алефіренко Сергій Олександрович
101. Алещенко Арсентій Васильович
102. Алещенко Сергій Володимирович
103. Алєксєєв Владислав Олексійович
104. Алєксєєв Євген[3]
105. Алєксєєв Микола Васильович
106. Алєксєєв Сергій Валентинович
107. Алексєєв Юрій Львович
108. Алєксєєнко Євген[4]
109. Алєксєєнко Михайло Олегович[5]
110. Алєксєйченко Олексій Юрійович
111. Алієв Іолчу Афі-Огли
112. Алімов Олександр Володимирович
113. Алімпієв Андрій Миколайович
114. Алімпієв Володимир Анатолійович
115. Аліщенко Іван Альбертович
116. Аллеров Владислав Юрійович
117. Алмазов Андрій Вадимович
118. Алмазова Галина Олексіївна
119. Алтунін Валерій Володимирович
120. Алтухов Олександр Сергійович
121. Алхімов Сергій Миколайович
122. Алхімова Тетяна Вікторівна
123. Аль Шамі Фарес Недаль
124. Альберт Іван Збігнєвич
125. Альберт Крістіан Вадимович
126. Каспер Альгоніемі
127. Альмужний Сергій Валерійович
128. Альошин Андрій Володимирович
129. Альошин Вадим Вікторович
130. Альошин Ярослав Павлович
131. Альховіков Сергій Вікторович
132. Амброс Сергій Сергійович
133. Амелін Артем Андрійович
134. Амельчаков Юрій Юрійович
135. Аміров Руслан Алієвич
136. Анадимб Володимир Борисович
137. Ананко Олександр Петрович
138. Ананько Сергій Валерійович
139. Анатій Віра Юріївна
140. Анацький Костянтин Андрійович[6]
141. Анацький Микола
142. Ангел Вадим Миколайович
143. Ангеловський Олексій Ігорович
144. Ангелуца Юрій Володимирович
145. Андра Руслан Романович
146. Андрєєв Владислав Олегович
147. Андреєв Олександр Володимирович
148. Андреєнко Кирило Леонідович
149. Андрей Андрій Миколайович
150. Андрейку Анатолій Костянтинович
151. Андрейченко Андрій Миколайович
152. Андрейченко Максим Павлович
153. Андрейчук Роман Володимирович[7]
154. Андрешків Володимир Степанович
155. Андрєєв Аркадій Сергійович
156. Андрєєв Андрій Олексійович
157. Андрєєв Дмитро Олександрович
158. Андрєєв Олександр Миколайович
159. Андрєєв Олексій[8]
160. Андрєєв Сергій Володимирович
161. Андрієнко Олег Віталійович
162. Андрієвський Валерій Станіславович
163. Андрієвський Вадим Леонідович
164. Андрієвський Денис Олегович
165. Андрієнко Сергій Володимирович
166. Андрієнко Юрій Олександрович
167. Андрієнко Юрій Олександрович (Герой України)
168. Андрієць Олег Анатолійович
169. Андрійко Олександр Вікторович
170. Андрійко Сергій Миколайович
171. Андрійчук В'ячеслав Вікторович
172. Андрійчук Олег Анатолійович
173. Андрійчук Тарас Васильович
174. Андріюк Василь Васильович
175. Андріюк Євген Олександрович
176. Андріяшев Олександр Володимирович
177. Андронатій Віталій Борисович
178. Андросов Олексій Іванович
179. Андросович Юрій Васильович
180. Андросюк Михайло Васильович
181. Андросюк Руслан Віталійович
182. Андрощук Євген Михайлович
183. Андрощук Олег Олександрович
184. Андрощук Володимир Миколайович
185. Андрощук Петро Володимирович
186. Андрощук-Русиняк Олег Степанович
187. Андруник Петро Петрович
188. Андрусенко Денис Володимирович
189. Андрусенко Дмитро Олександрович
190. Андрусенко Сергій Олександрович
191. Андрусенко Юрій Миколайович
192. Андрусик Андрій Васильович
193. Андрусів Олег Зіновійович
194. Андрухів Іван Романович
195. Андрухов Ігор Григорович
196. Андрушко Юрій Володимирович
197. Андрущенко Владислав Сергійович
198. Андрущенко Євген Юрійович
199. Андрущенко Микола Анатолійович
200. Андрущук Валерій Миколайович
201. Андрющенко Володимир Миколайович
202. Анікітой Олексій Олексійович
203. Анікушин Євген Миколайович
204. Анін Іван Аркадійович
205. Анісімов Юрій Михайлович
206. Аніщенко Артем Юрійович
207. Аніщенко Олександр Григорович
208. Анопко Микола[9]
209. Анохін Сергій Валерійович
210. Антиков Дмитро Миколайович
211. Антипов Віталій Сергійович
212. Антипов Микола Андрійович
213. Антипов Микола Павлович
214. Антихович Андрій Миколайович
215. Антіпов Денис Геннадійович
216. Антіпов Олексій Ігорович
217. Антоненко Андрій Олексійович
218. Антоненко Василь Миколайович
219. Антоненко Віктор Олексійович
220. Антоненко Дмитро Петрович
221. Антоненко Дмитро Олександрович
222. Антоненко Павло Леонідович
223. Антоненко Сергій Вікторович
224. Антонов Андрій Анатолійович
225. Антонов Вадим Віталійович
226. Антонов Віктор Федорович
227. Антонов Олександр Миколайович
228. Антонов Юрій Володимирович
229. Антонюк Антон Андрійович
230. Антонюк Іван Миколайович
231. Антонюк Олександр Петрович
232. Антонюк Сергій Сергійович
233. Антонюк Ярослав Васильович
234. Антосяк Філіп[10]
235. Антошин Іван Миколайович
236. Антошин Олексій Миколайович
237. Антощук Тимофій Анатолійович
238. Апанасович Дмитро Мар'янович
239. Апарін Богдан Вікторович
240. Апонюк Тарас Васильович[11]
241. Апостол Олег Орестович
242. Апухтін Дмитро Олександрович
243. Арабаджі Олександр Миколайович
244. Арабський Віктор Романович
245. Аранчій Максим Олегович
246. Араптанов Андрій Миколайович
247. Арацков Микола В'ячеславович
248. Арбузов Андрій Олександрович
249. Ареф'єв Євген Віталійович
250. Арнаут Дмитро Ілліч
251. Арнаутов Антон Артурович
252. Арнаутов Сергій Володимирович
253. Арсенович Дмитро Антонович
254. Арсеній Олексій Дмитрович
255. Арсірій Сергій Сергійович
256. Арсент'єв Віталій Вікторович
257. Артамощенко Вадим Станіславович
258. Артамощенко Сергій Станіславович
259. Артеменко Анатолій В'ячеславович
260. Артеменко Андрій Анатолійович
261. Артеменко Артем Олександрович
262. Артеменко Володимир Якович
263. Артеменко Данило Васильович
264. Артеменко Максим Андрійович
265. Артеменко-Максименко Ольга Миколаївна
266. Артемов Володимир Юрійович
267. Артемук Олександр Іванович
268. Артюх Юрій Іванович
269. Артюхов Денис Володимирович[12]
270. Артюшенко Ігор Андрійович
271. Архангельський Сергій Русланович
272. Архипенко Олександр Миколайович
273. Архипчук Олександр Олександрович
274. Архіпов Артем Сергійович
275. Архіпов Василь Васильович
276. Архіпов Олександр Анатолійович
277. Арциленко Дмитро Юрійович
278. Аршинов Володимир Валерійович
279. Ар'янов Сергій Сергійович
280. Асавелюк Сергій Іванович
281. Асадов Андрій Романович
282. Асафат Василь Петрович[11]
283. Асилгараєв Тимур Іскандерович
284. Асманов Олександр Сергійович
285. Асмолов Андрій Вікторович
286. Астапов Дмитро Анатолійович
287. Астраков Дмитро Сергійович
288. Астаф'єв Денис Сергійович
289. Атакішиєв Сахіб Магеррам огли
290. Атаманенко Олег Віталійович
291. Атаманчук Андрій Вікторович
292. Атаманчук Олександр Олександрович
293. Атаманчук Роман Віталійович
294. Атаманюк Антон Миколайович
295. Атаманюк Роман Олександрович
296. Атішев Радислав Олександрович
297. Атоян Костянтин Юрійович
298. Атрашкевич Едуард Юрійович
299. Атюков Євген Віталійович
300. Аулін Дамір Васильович
301. Афанасенко Олександр Валерійович
302. Афанас'єв Володимир Геннадійович
303. Афанасієв Олександр Вікторович
304. Афанасьєв Віктор Вікторович
305. Афанасьєв Денис Ігорович
306. Афанасьєв Дмитро Володимирович
307. Афанасьєв Ігор[13]
308. Афанасьєв Олег Володимирович
309. Ахмедов Владислав Раджабович
310. Ахмедов Сабір Самір огли[14]
311. Ахметгарєєв Ілля Шамільєвич
312. Ащаулов Євген Володимирович